# Censur
Censur (udtale: [sεnˈsuɐ̯ˀ]) er kontrol, som en myndighed foretager af indholdet af medier som film, aviser, bøger eller breve for at vurdere, om de skal tilbageholdes eller kræves redigeret, inden de bliver frigivet til modtagerne. Censur foretages ofte af politiske eller moralske årsager.
Uformelt bruges censur også sommetider i en bredere betydning om forhold, der omfatter andet end statslige myndigheders forhåndsgodkendelser af ytringer. I den offentlige debat er det således - ukorrekt - set anvendt om private virksomheders forhindring af kritik indenfor virksomhedens område eller begrænsning af, hvad deres medarbejdere må skrive på de sociale medier.

## Historie
Censur blev relevant efter opfindelsen af bogtryk, der muliggjorde masseudbredelse af synspunkter på skrift, der kunne være kontroversielle for magthaverne. Den katolske kirke tog således censur i brug fra 1486. I 1546 indførte den Index librorum prohibitorum, en officiel fortegnelse over uønskede bøger, som det var forbudt at læse. Censorerne tilføjede betegnelsen Imprimatur til skrifter, der kunne trykkes. Også verdslige myndigheder begyndte at anvende censur fra nogenlunde samme tid. I hele Europa har der været censur af verdslige og religiøse skrifter.
England ophævede censuren i 1695, og siden fulgte alle de engelske kolonier trop, herunder også kolonierne i Amerika, der senere blev til USA. Også i det øvrige Europa voksede modstanden imod censur i løbet af 1700-tallet under indtryk af oplysningstidens tanker. I Frankrig blev censuren ophævet med forfatningen af 1791 efter den franske revolution, og eksemplet spredte sig i det øvrige Europa. I Norge skete det samme med Eidsvoll-forfatningen i 1814. Med Wienerkongressens reaktion i 1814 blev censur genindført på linje med mange andre indskrænkninger i den offentlige meningsdannelse for atter at blive afskaffet de fleste steder i revolutionsåret 1848. Siden har censur været anvendt i særlige situationer som under de to verdenskrige i de fleste krigsførende lande og desuden i mellemkrigstiden i totalitære samfund som Sovjetunionen, Nazi-Tyskland, det fascistiske Italien, Kina og det kejserlige Japan. Efter anden verdenskrig har censur været anvendt i en række kommunistiske stater og i mangfoldige lande i den tredje verden.

### Danmark
I Danmark var der bestemmelser om censur i Kirkeordinansen fra 1539 efter Reformationen og i Christian 5.s Danske Lov fra 1683. Alle trykte manuskripter skulle godkendes af Københavns Universitet. Censuren varede i første omgang, til den blev ophævet af Struensee i 1770. Med trykkefrihedsforordningen i 1799 blev den imidlertid genindført. Ifølge en af dennes paragraffer blev personer, der én gang var blevet dømt i en pressesag, derefter underkastet livsvarig censur. Den nok berømteste person, der blev ramt af denne paragraf, var N.F.S. Grundtvig som følge af hans skrift Kirkens Gienmæle fra 1826. Censuren varede i hans tilfælde indtil 1837, hvor han igen blev fritaget fra den.
Napoleonskrigene førte i Danmark til udvidet brug af censur, og i 1814 blev reglerne yderligere strammet. Som i resten af Europa blev også forholdene i Danmark dog afgørende forandret efter revolutionsåret 1848, og med junigrundloven i 1849 blev censuren ophævet. Siden har der kun været censur i forbindelse med de to verdenskrige. Under begge krige blev telegrammer og andre nyheder fra udlandet censureret. Desuden fandt der en egentlig censur af tryksager sted af de tyske besættelsesmyndigheder efter 29. august 1943 indtil Befrielsen i maj 1945.

## Etymologi
Ordet "censur" kommer af det latinske censura, som igen er afledt af censere, der betyder at undersøge eller vurdere. I den antikke romerske republik fandtes 2 embedsmænd med titlen censor, der var valgt for en femårig periode. Deres job var at fastsætte skatteindtægter og foretage folketællinger. Censorerne vogtede også over den offentlige moral: Hvis en senator optrådte uværdigt, kunne censorerne stryge ham fra senatslisten.

## Censur og ytringsfrihed
Afskaffelsen af censur har historisk været et vigtigt skridt på vejen mod ytringsfrihed og spiller også i dag denne rolle i en række lande. Selvom de to begreber censur og ytringsfrihed klart omhandler samme problemkreds, er de dog ikke direkte modsætninger, da fravær af censur ikke i sig selv sikrer reel ytringsfrihed. Ophævelse af censur medfører, at ytringer ikke på forhånd forhindres i at blive fremsat, men magthaverne har stadig mulighed for at straffe uønskede meningstilkendegivelser hårdt, og er det tilfældet, vil der i sådan en situation nok være formel, men ikke reel ytringsfrihed. Selvom det engelske parlament afskaffede censuren  i 1695, kunne man i de følgende mere end 100 år fortsat blive idømt hårde straffe for afvigende meninger, og der var derfor ikke i denne periode reel ytringsfrihed i landet.
Ytringsfriheden er i såvel Danmark som andre lande ikke ubegrænset i vores dage, idet visse udtalelser er strafbare. Man kan f.eks. blive straffet, hvis man bryder sin tavshedspligt, kommer med racistiske udtalelser eller på anden måde overtræder straffeloven. Dette falder dog ikke ind under definitionen af censur, som kun omfatter forbud mod ytringer, inden de bliver ytret. Af samme grund er det heller ikke censur at fjerne indhold, der bliver lagt op på sociale medier, hvadenten fjernelsen sker på grund af overtrædelser af ophavsretten eller af andre grunde, idet censur ifølge definitionen altid er af forebyggende karakter.
I de fleste vestlige lande er der juridiske grænser for, hvad man må ytre sig om, men grænserne er forskellige fra land til land som følge af, at landene har haft forskellige historiske erfaringer med udviklingen af demokratiet, forfølgelse af mindretal mv. I Danmark var blasfemi tidligere strafbart, dvs. det var forbudt at gøre grin med andre borgeres religion. Paragraffen blev ophævet af et stort set enigt Folketing. Storbritannien ophævede tilsvarende sin blasfemilov i 2008, men gjorde det i 2006 strafbart at anspore til religiøst had. I Frankrig er der ingen begrænsninger på kritik af religion, men det er forbudt at fornærme landets præsident. I Tyskland er det ulovligt at benægte eller forherlige nazismens forbrydelser.
Sidst i 1700-tallet blev det første danske forbud mod pornografiske tekster og billeder udstedt. I 1951, blot to år efter, at junigrundloven havde forbudt censur, blev forbuddet gentaget i Presseloven af 1851 og bagefter i Straffeloven fra 1866. Straffelovens pornografiforbud blev først ophævet i 1967, hvor Danmark som det første land i verden ophævede forbuddet mod tekstpornografi. To år senere blev også billedpornografi lovliggjort. Siden da har pornografi været lovligt i Danmark, med undtagelse af børnepornografi, der blev forbudt af Folketinget i 1980.

## Filmcensur
Filmcensur, dvs. forhåndskontrol af offentligt viste film, har været almindeligt i en række europæiske lande, siden filmmediet blev udbredt i begyndelsen af 1900-tallet. Filmcensuren har typisk kunnet medføre krav om fraklip af visse scener, der er blevet opfattet som kontroversielle, f.eks. voldelige eller erotiske scener, forbud mod at vise filmen for mindreårige aldersgrupper eller et alment forbud mod at vise filmen. Filmcensuren er ofte blevet begrundet med, at film er et medie, der i særlig grad følelsesmæssigt kan påvirke seerne og dermed virke skadeligt på især børn og unge. I Danmark blev der indført offentlig filmcensur i 1913. I USA var det filmbranchen selv, der med ret strenge regler stod for censuren (Hays Office). 
I 1960'erne blev filmcensuren betydelig mere liberal i de fleste lande. I 1968 blev censuren i USA erstattet af et system, der angiver filmenes egnethed for forskellige aldersgrupper. I 1969 bortfaldt den danske filmcensur for voksne seere, men der er fortsat begrænsninger for børn i nogle aldersgrupper.

## Teatercensur
I perioden 1853-1954 var der i Danmark censur af teaterstykker, udført af en af Justitsministeriet udpeget teatercensor. Teatercensoren skulle sikre, at intet på teatret stred mod lovgivningen eller mod "orden og gode sæder". Teatercensuren blev indført af den meget konservative Regeringen Ørsted. Da Grundlovens bestemmelse om ytringsfrihed kun gjaldt for trykte medier, var teatercensuren ikke grundlovsstridig.

## Selvcensur
Selvcensur bruges om  den selvkontrol, som et individ kan pålægge sig  for at begrænse, hvad det lader komme til udtryk i skrift, tale eller handling.

## Censurforbuddet i grundloven
Formelt er censur forbudt i Danmark. I praksis censureres dog som tidligere omtalt under visse omstændigheder.
Grundlovens §77:
"Enhver er berettiget til på tryk, i skrift og tale at offentliggøre sine tanker, dog under ansvar for domstolene. Censur og andre forebyggende forholdsregler kan ingensinde på ny indføres."
"Dog under ansvar for domstolene" betyder, at enhver frit kan udtrykke sig, men med sine holdninger og handlinger samtidig er ansvarlig for ikke at overtræde andre love.